# Паскашия
Паскашѝя (на сръбски: Паскашија или Paskašija) е село в Западните покрайнини, община Цариброд, Пиротски окръг, Сърбия. През 2002 г. населението му е 11 души, докато през 1991 е било 32 души. В селото живеят предимно българи.

## География
Паскашия е купно село и се намира на 4 км северозападно от Цариброд. непосредствено до българо-сърбската граница от 1878-1920 година.

## История
През третата четвъртина на ХV век селото е записано като Паска шиа и е хас в „Костадин или“ (земята на Костадин, по-късно Кюстендил), за който се уточнява, че преди това е спадал към пернишката мукта. В съкратен регистър на Пиротския кадилък от 1530 година Пасикаще е отбелязано като село с 16 домакинства и 30 неженени жители. Селото се споменава като Паскашие в османски джелепкешански регистър от 1576 година. По това време в Паскашие има двама джелепкешани - Пею Малко и Таню Стайке с по 50 овци. В регистър на войнушките бащини от 1606 година се споменават бащините на: Станко Йовкин, Кралче, син Пенин, Станимир Пейчин, Нено, син Йовкин и Петко, син Милкин.
При прокарването на границата по Берлинския договор землището на Паскашия е разделено на две, като селото остава на сръбска територия, а значителна част от имотите - на българска. Една част от жителите се премества в българска територия, на около 600 метра източно от старото село. Новото село започва да се нарича Горна Паскашия, а старото - Долна Паскашия. Непосредствено след това сръбските власти преименуват останалото в Сърбия село на Милойковац, на името на сръбския офицер Милойко.

## Население
- 1948 – 230 жители.
- 1953 – 217 жители.
- 1961 – 146 жители.
- 1971 – 94 жители.
- 1981 – 56 жители.
- 1991 – 30 жители.
- 2002 – 11 жители.
- 2011 – 6 жители.

Според преброяването от 2002 година 10 жители на селото са българи и един – сърбин.

## Личности
Родени в Паскашия
- Фердинанд Цветков - деец на нелегалното и легално движение на българите от Западните покрайнинии.[5]